# Thomasettia seychellana
Thomasettia seychellana är en spindelart som beskrevs av Hirst 1911. Thomasettia seychellana ingår i släktet Thomasettia och familjen jättekrabbspindlar.
Artens utbredningsområde är Seychellerna. Inga underarter finns listade i Catalogue of Life.